# Rellen in Rotterdam in 2021
De rellen in Rotterdam van 2021 waren gewelddadige confrontaties tussen honderden relschoppers, waaronder tegenstanders van het coronabeleid, en de Nederlandse politie. De rellen vonden plaats in de avond van 19 november 2021 en speelden zich grotendeels af op en rond de Coolsingel. Tijdens de rellen raakten zeven mensen gewond en werden 51 mensen aangehouden, waarvan ongeveer de helft minderjarig. De politie loste waarschuwingsschoten, maar voelde zich ook gedwongen gericht op de relschoppers te schieten.

## Verloop
In de avond van 19 november 2021 verzamelden honderden betogers zich in het Rotterdamse centrum. Velen van hen protesteerden tegen het 2G-beleid waarop de Nederlandse regering aanstuurde. De betoging liep uit op rellen: relschoppers staken zwaar vuurwerk af en gooiden met voorwerpen naar agenten. Er werden brandjes gesticht en straatmeubilair vernield. In verband met de rellen werd het treinverkeer van en naar Rotterdam stilgelegd. Brandweerlieden die het vuur probeerden te blussen werden belaagd. In de loop van de avond werd de Coolsingel door ME-pelotons ontruimd.

## Nasleep
De eerste verdachten werden via supersnelrecht veroordeeld tot vijf maanden cel. Op 6 december waren er 53 aanhoudingen verricht.
De gemeente Rotterdam bood getroffen ondernemers enkele dagen na de rellen alvast een vergoeding aan om de schade te herstellen. Dit betrof een voorschot op de te verwachten schadevergoedingen van verzekeraars. De gemeente wilde op deze manier de ondernemers in staat stellen om alvast herstelwerk te verrichten, ook met het oog op het winkelend publiek en de naderende feestdagen.